# Săng đá
Săng đá hay sao tía (danh pháp hai phần: Hopea ferrea) là loài thực vật nằm trong họ Dầu. Thường thấy nó phân bố tự nhiên ở các nước Campuchia, Malaysia, Myanmar, Thái Lan và Việt Nam.

## Hình ảnh

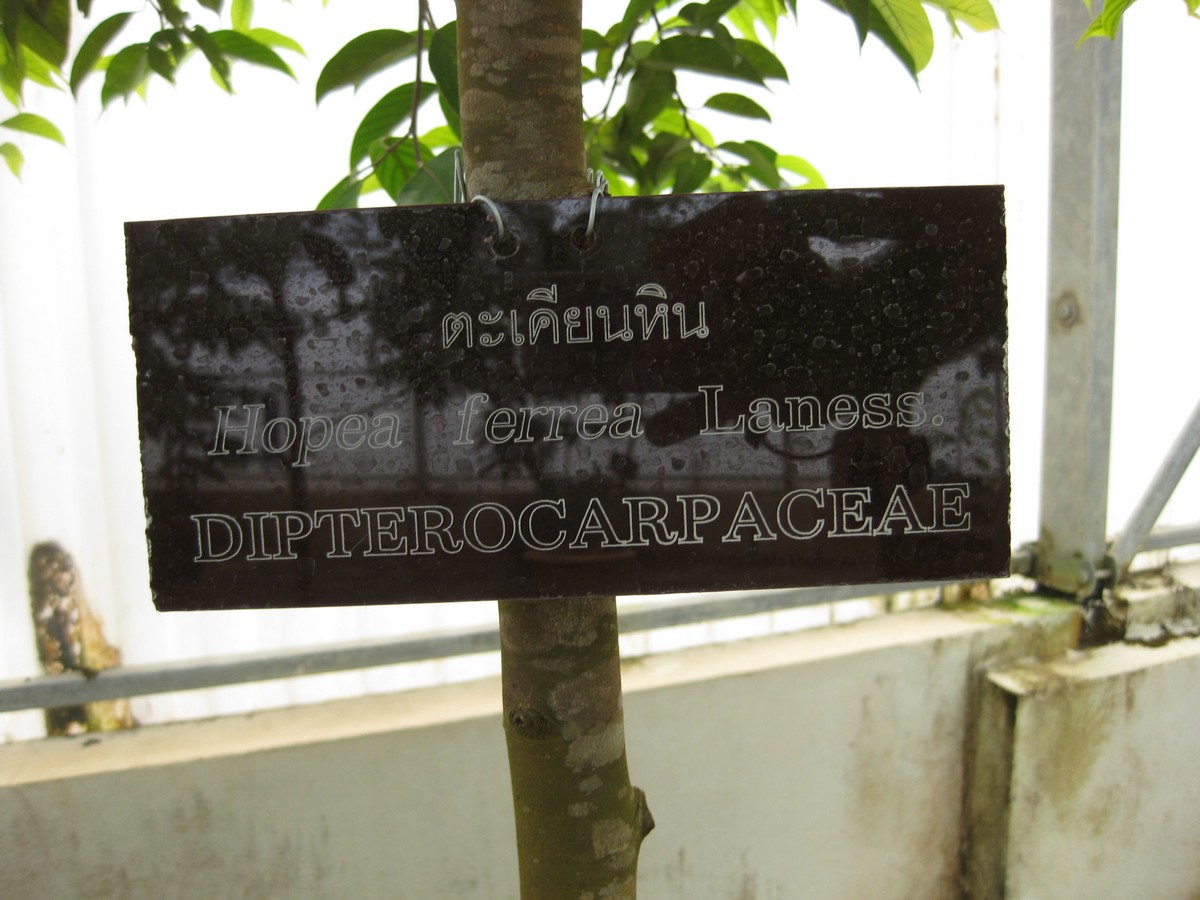
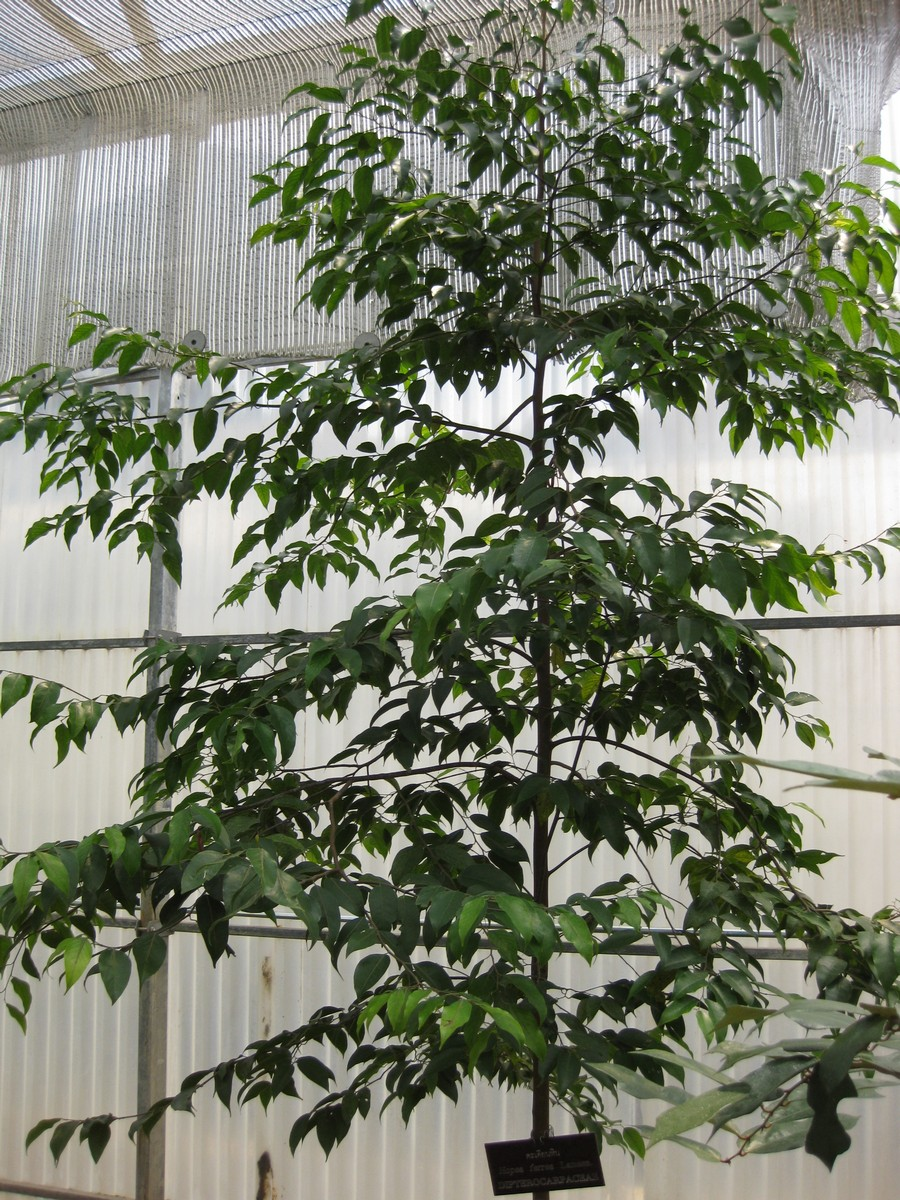
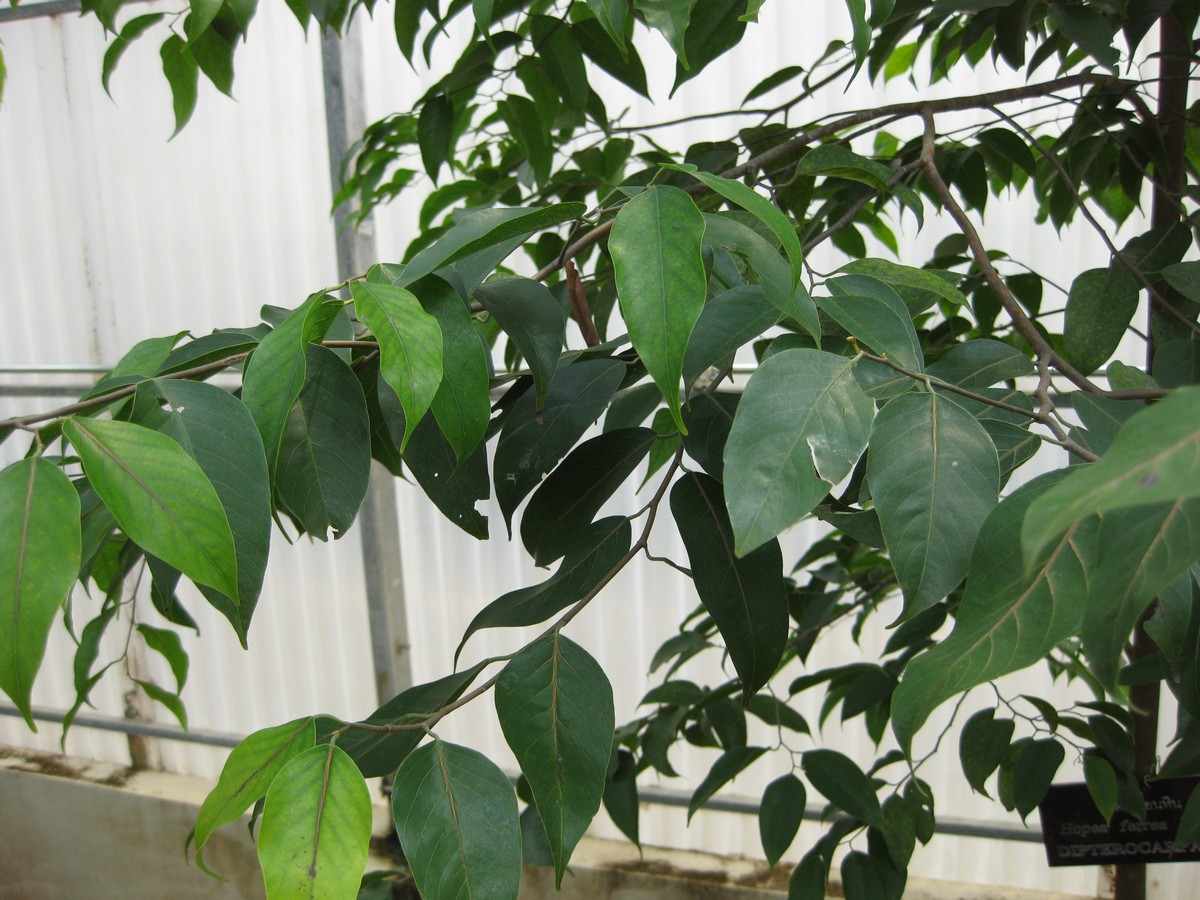
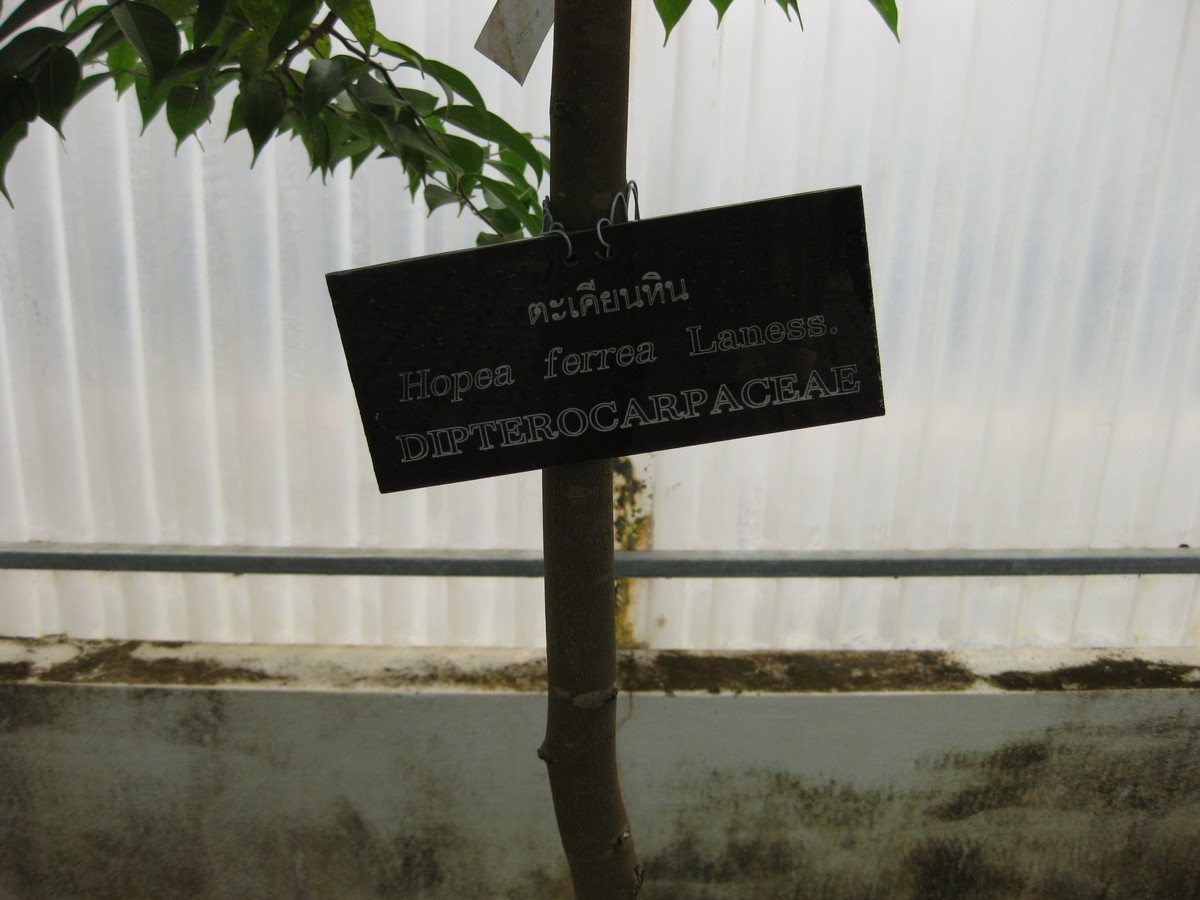